# Torneio Rio-São Paulo de 1997
O Torneio Rio-São Paulo de 1997 foi a 20.ª edição do Torneio Rio-São Paulo. O campeão foi o Santos, tendo como vice o Flamengo.

## Regulamento
O torneio foi disputado em sistema mata-mata, começando pelas quartas-de-final.
O SBT deteve os direitos exclusivos de transmissão na TV Aberta e o SporTV transmitiu em TV Fechada.

## Quartas-de-Final
Jogos de ida: 18 e 21 de janeiro
Jogos de volta: 23 e 25 de janeiro
| Time 1    | Total       | Time 2        | ida | volta |
| --------- | ----------- | ------------- | --- | ----- |
| São Paulo | 3-3 (5–4p.) | Fluminense    | 2–2 | 1–1   |
| Botafogo  | 3–4         | Palmeiras     | 2–3 | 1–1   |
| Santos    | 5–5 (7-6p.) | Vasco da Gama | 2–2 | 3-–3  |
| Flamengo  | 3–2         | Corinthians   | 3–0 | 0–2   |

## Semifinais
Jogos de ida: 28 de janeiro
Jogos de volta: 1 de fevereiro
| Time 1    | Total | Time 2    | ida | volta |
| --------- | ----- | --------- | --- | ----- |
| Flamengo  | 4–1   | São Paulo | 1–0 | 3–1   |
| Palmeiras | 2–3   | Santos    | 1–3 | 1–0   |

## Final

#### Jogo de ida
| 4 de fevereiro de 1997 | Santos                                | 2–1 | Flamengo            | Estádio Cícero Pompeu de Toledo                         |
| 21h40                  | Alessandro Cambalhota 6' · Macedo 29' |     | 85' Marcelo Ribeiro | Público: 24,236 Árbitro: Cláudio Vinícius Cerdeira (RJ) |

- Cartões Amarelos: Fabiano, Marcos Assunção, Robert e Ânderson.[1]
- Santos: Zetti, Ânderson, Sandro, Ronaldão e Rogério Seves; Marcos Assunção, Vágner, Alexandre (Caíco) e Robert (Baiano); Macedo (Piá) e Alessandro. Técnico: Wanderley Luxemburgo.
- Flamengo: Zé Carlos, Fábio Baiano, Júnior Baiano, Fabiano e Gilberto (Leonardo); Moacir (Marcelo Ribeiro), Bruno Quadros, Lúcio (Iranildo) e Nélio; Romário e Sávio. Técnico: Júnior.

#### Jogo de volta
| 6 de fevereiro de 1997 | Flamengo         | 2–2 | Santos                        | Maracanã                                          |
| 21h40                  | Romário 37', 45' |     | 33' Ânderson Lima · 77' Juari | Público: 70,729 Árbitro: Oscar Roberto Godói (SP) |

- Cartões Amarelos: Fábio Baiano, Bruno Quadros, Nélio e Ronaldão.
- Flamengo:  Zé Carlos, Fábio Baiano, Júnior Baiano, Fabiano e Gilberto (Leonardo); Bruno Quadros (Iranildo), Moacir, Nélio e Lúcio (Márcio Costa); Romário e Sávio. Técnico: Júnior.
- Santos: Zetti, Ânderson (Baiano), Sandro, Ronaldão e Rogério Seves (Juari); Marcos Assunção, Vágner, Alexandre (Caíco) e Piá; Macedo e Alessandro. Técnico: Wanderley Luxemburgo.

| Time 1 | Total | Time 2   | ida | volta |
| ------ | ----- | -------- | --- | ----- |
| Santos | 4–3   | Flamengo | 2–1 | 2–2   |

## Premiação
| Torneio Rio-São Paulo de 1997 |
| São Paulo                     |
| ----------------------------- |
| Santos Campeão (5° título)    |